# Strijen
Strijen è stata una municipalità dei Paesi Bassi di 8 926 abitanti situata sull'isola di Hoeksche Waard nella provincia dell'Olanda Meridionale.
Il 1º gennaio 2019 si è fuso con le municipalità di Binnenmaas, Cromstrijen, Korendijk e Oud-Beijerland per formare l'attuale comune di Hoeksche Waard.